# Theodoli
Theodoli is een adellijke familie uit Forlì (Italië).

## Geschiedenis
De bewezen stamreeks van de familie gaat terug tot de 16e eeuw. Er bestaan twee takken. De eerste tak was patriciër van Forlì, daarna ook Romeins nobile (ingeschreven in 1746), en verkreeg in 1570 de titel van graaf van Ciciliano (bij eerstgeboorte in mannelijke lijn) en in 1591 de titel van markies van San Vito en Pisoniano (zelfde overgang).
Ook de leden van de tweede tak zijn patriciër van Forlì en Romeins nobile. Vervolgens mochten zij zich ook noemen nobile van de markiezen van San Vito en Pisoniano en nobile van de graven van Ciciliano. Op 13 juni 1926 werd aan het hoofd van deze tak bij Koninklijk Besluit en bij eerstgeboorte in mannelijke lijn de titel van markies van Sambuci verleend (patentbrief van 12 december 1926). In 1979 was het hoofd van deze tweede tak Don Livio Theodoli, markies van Sambuci (1908-1981), ambassadeur van Italië in Nederland en in 1973 getrouwd met de Nederlandse jkvr. Inès Madeleine van Haersma de With (1921-2014), lid van de familie De With.